# Nunska Graba
Nunska Graba (prekmursko Nünska Graba) je naselje v Občini Ljutomer.